# 吉田寛 (音楽学者)
吉田 寛（よしだ ひろし、1973年 - ）は、日本のゲーム研究者、音楽学者、東京大学教授。専攻は美学（感性学）、表象文化論。福島県福島市出身。

## 来歴・人物
1992年巣鴨高等学校卒業。1996年東京大学教養学部表象文化論専攻卒、2005年、同大学院人文社会系研究科美学芸術学博士課程修了、「近代ドイツのナショナル・アイデンティティと音楽 《音楽の国ドイツ》の表象をめぐる思想史的考察」で文学博士。2006年、同研究科助手、2007年、助教、2008年、立命館大学先端総合学術研究科准教授、2015年、教授。2019年、東京大学人文社会系研究科美学藝術学准教授。2024年、同教授。
2015年、『絶対音楽の美学と分裂する＜ドイツ＞』でサントリー学芸賞受賞。

## 著書
- 『ヴァーグナーの「ドイツ」 超政治とナショナル・アイデンティティのゆくえ』（青弓社） 2009
- 『〈音楽の国ドイツ〉の系譜学』全3巻（青弓社）
  1. 『<音楽の国ドイツ>の神話とその起源 - ルネサンスから十八世紀』 2013
  2. 『民謡の発見と<ドイツ>の変貌 十九世紀』 2014
  3. 『絶対音楽の美学と分裂する<ドイツ> 十九世紀』 2015 - 第37回サントリー学芸賞受賞
- 『デジタルゲーム研究』（東京大学出版会） 2023

## 翻訳
- 『アドルノ音楽・メディア論集』（渡辺裕編、村田公一・舩木篤也共訳、平凡社） 2002